# Статуя Будды в Элисте

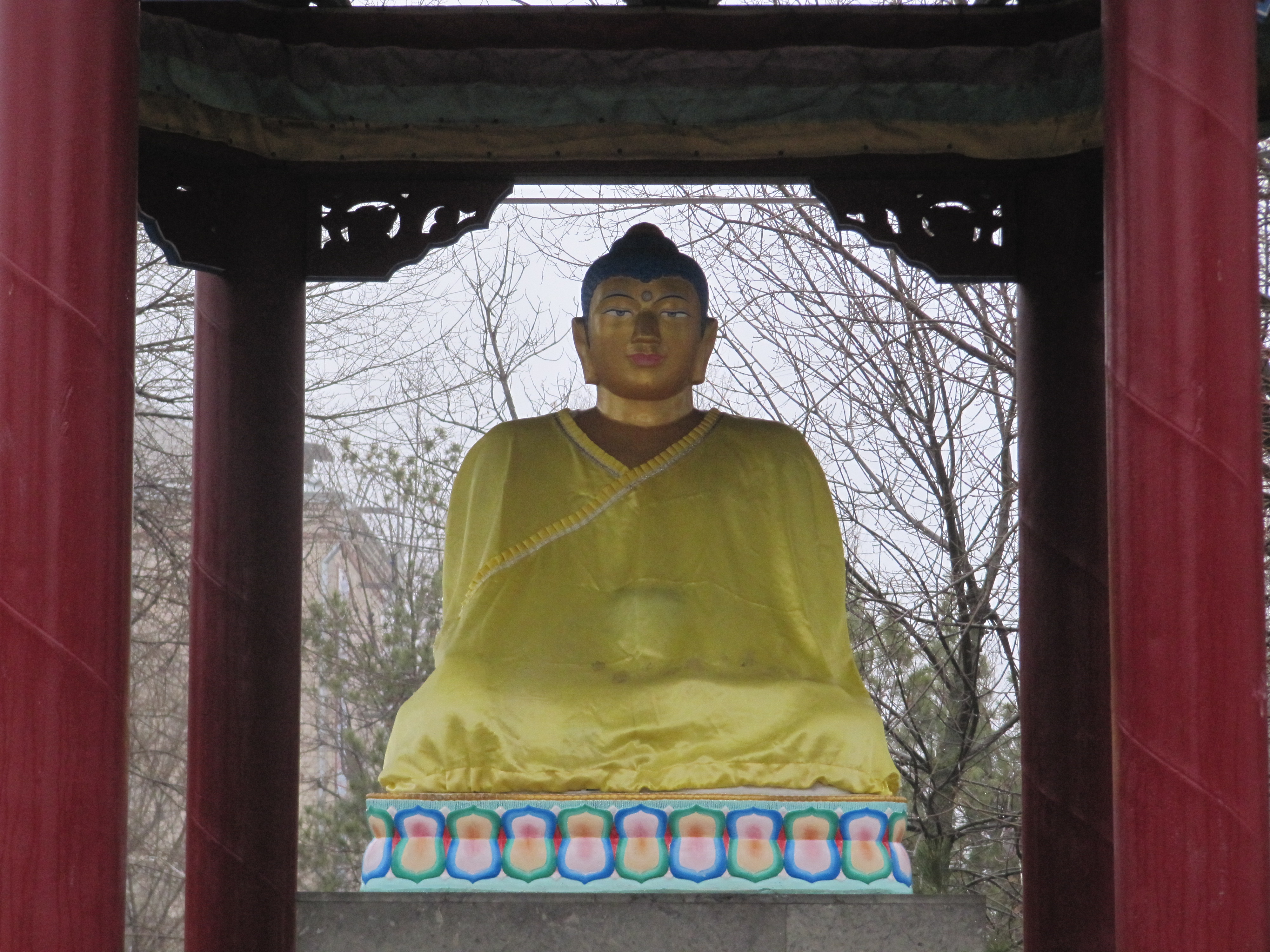
Статуя Будды Шакьямуни

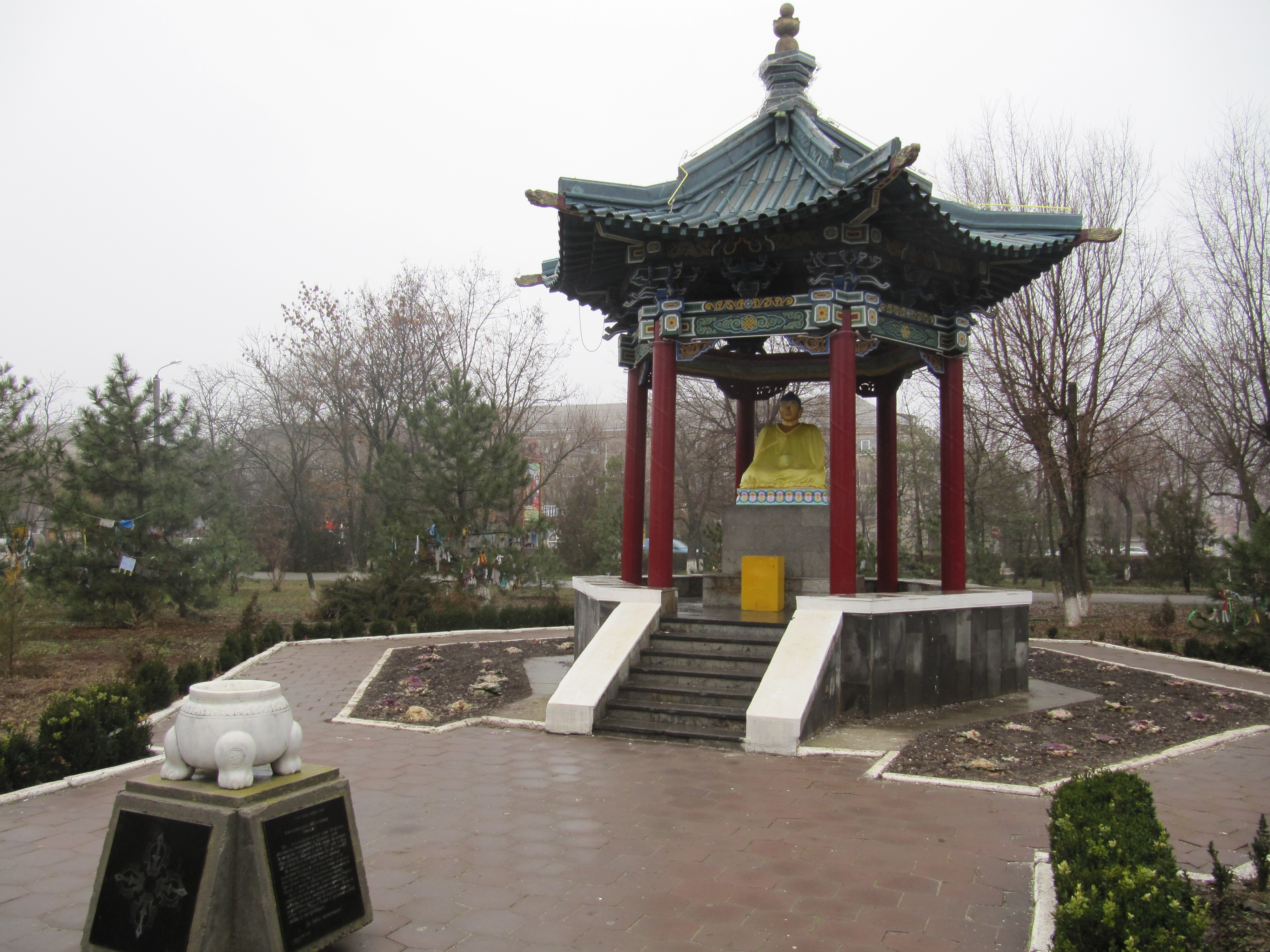
Общий вид

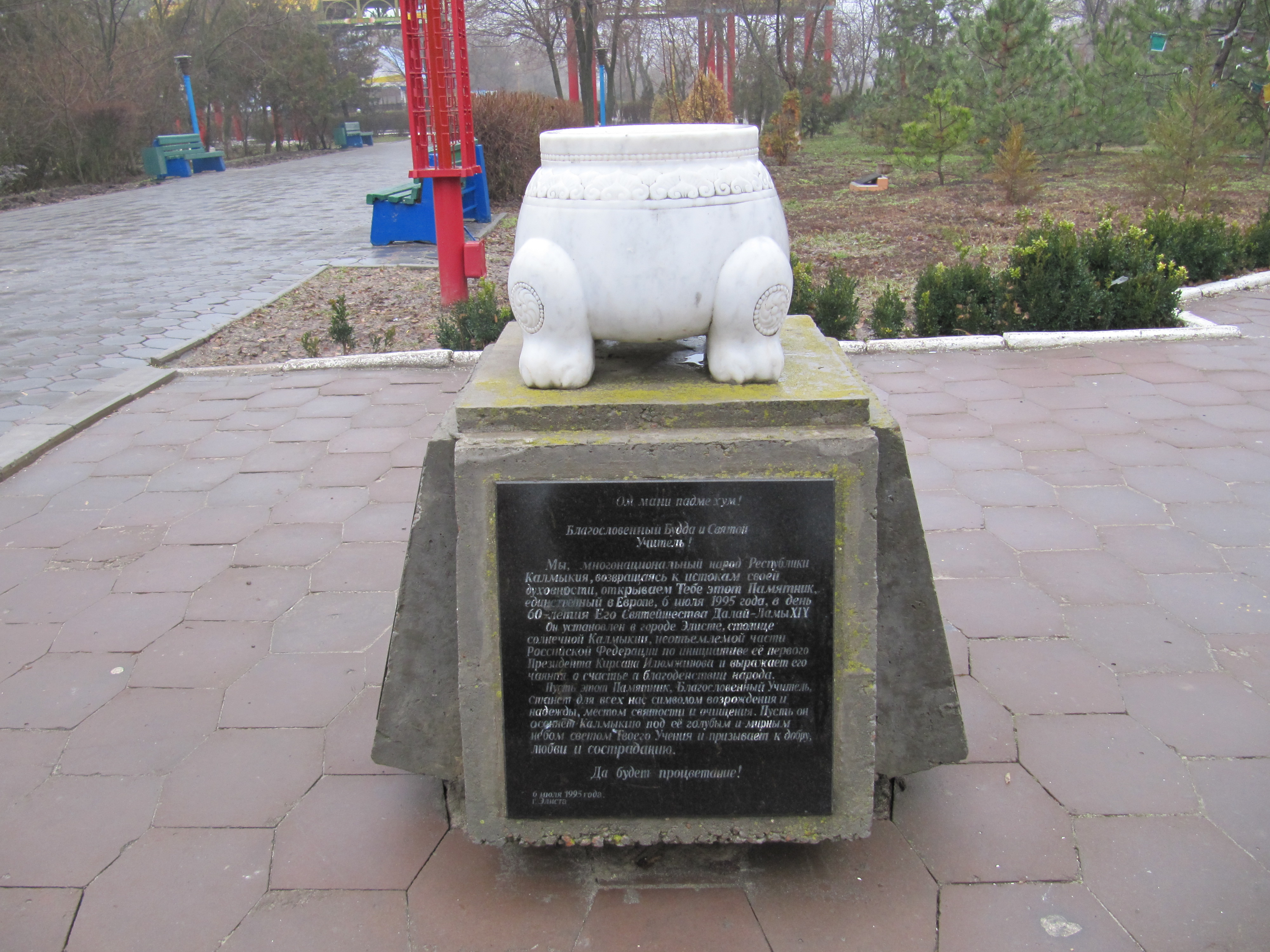
Памятная чаша

Статуя Будды Шакьямуни — статуя Будды Шакьямуни, находящаяся в городе Элиста, Калмыкия. Статуя располагается в сквере за зданием Правительства Калмыкии между площадью Ленина и Аллей Героев. Статуя Будды Шакьямуни является единственной в европейской части России статуей Будды Шакьямуни, установленной на улице вне буддийского храма.

## История
Статуя Будды Шакьямуни была установлена 6 июля 1995 года в честь 60-летия Далай-ламы XIV. Авторами статуи являются скульптор Заслуженный художник России Владимир Савельевич Васькин  и  художник Петр Усунцынов.

## Описание
Статуя Будды Шакьямуни сделана из белого мрамора и расположена внутри шестигранной буддийской ротонды, которая украшена характерными для буддизма орнаментом и росписями. Авторами ротонды являются архитектор В. Гиляндиков и художники В. и К. Куберлиновы, Н. и Н. Галушкины.
Будда Шакьямуни изображён в характерной медитативной позе. Его правая рука указывает на землю, а левая рука держит монашескую чашу для подаяний. В настоящее время статуя круглый год укрыта жёлтым одеянием.
Перед ротондой стоит памятный знак в виде круглой чаши, на постаменте которого находится следующая надпись на калмыцком, английском и русском языках:

«Ом мани падме хум!

Благословенный Будда и Святой Учитель!

Мы, многонациональный народ Республики Калмыкии, возвращаясь к истокам своей духовности, открываем Тебе этот Памятник, единственный в Европе, 6 июля 1995 года, в честь 60-летия Его Святейшества Далай-Ламаы XIV.

Он установлен в городе Элисте, столице солнечной Калмыкии, неотъемлемой части Российской Федерации по инициативе её первого Президента Кирсана Илюмжинова и выражает его чаяния в счастье и благоденствии народа.

Пусть этот Памятник, Благословенный Учитель, станет для нас символом возрождения и надежды, местом святости и очищения. Пусть он освятит Калмыкию под её голубым и мирным небом светом Учителя и призывает к добру, любви и состраданию».